# Brachycentrus etowahensis
Brachycentrus etowahensis is een schietmot uit de familie Brachycentridae. De soort komt voor in het Nearctisch gebied.